# Media Player Classic
Media Player Classic（メディアプレーヤークラシック）は、Gabestによって開発されたオープンソースのメディアプレーヤー。Microsoft Windowsで動作する。略称はMPC。オリジナルのGabest版は2010年2月を最後に更新が停止しており、現在は派生版の『Home Cinema clsid2版』（MPC-HC clsid2版）と『Black Edition』（MPC-BE）と『Qute Theater』（MPC-QT）がある。

## オリジナルのGabest版

### 概要
Windows Media Player 6.4によく似たシンプルなインターフェースを持ちながら、独自に機能を強化したソフトとして2003年に登場した。Windows Media Playerにならい、バージョン番号は「6.4.x.x」の形式でつけられた。ショートカットキーによる操作、DirectShowフィルターの詳細設定、動画のズームや変速再生などの特徴を持つ。
MPCのみでも多数のファイル形式を再生でき、一部のエディションを除きWindowsでは標準で再生できないDVD-Video（MPEG-2）も単時で再生する事が可能。内蔵するコーデックを無効化し、ffdshowなど他のDirectShowコーデックを利用することも容易にできたため、多くのユーザーが更新終了まで使い続けていた。
2010年2月を最後に更新されておらず、事実上の更新停止状態である。

### 再生サポート
メディア
DVD-Video・音楽CD・ビデオCDなど
コンテナ形式
AVI・MOV・MP4・MPEG-2システム・Ogg・Ogg Media・Matroska・Flash Videoなど
ビデオコーデック
H.263（FLV1）・H.264・MPEG-1・MPEG-2・MPEG-4・MS-MPEG4・On2VP6（FLV4）など
オーディオコーデック
AAC・AC-3・DTS・MP3・Vorbis・など

## Home Cinema
Media Player Classic - Home Cinema（メディアプレーヤークラシック ホームシネマ）は、『Media Player Classic』派生のメディアプレーヤー。略称はMPC-HC。

### Doom9's Forum版
2006年ごろからMedia Player Classicの開発が失速したため、多くのバグが修正されずに残った。それ以来、Doom9フォーラムのコミュニティにより独自のビルドが保守された。バグフィックスと古くなったライブラリを更新するためのものとして、6.4.9.1のように名付けられてリリースされたビルドがあった一方で、もう一つのビルドであるMedia Player Classic Home Cinema（MPC-HC）は、バグフィックスやライブラリの更新と同時に新しい機能を追加するためのものである。
オリジナルのメイン開発者であるGabestは、2007年3月、Media Player Classicの開発は止まっていないと表明したが、ソースコードの更新において何の進展もなかった。MPC-HCは、Media Player Classicを更新し、追加のビデオデコーダーを削除するオプションを含む多くの便利な機能を追加した。
デコーダとしてFFmpegがベースのLAV Filtersを内蔵しており、H.264、VC-1、およびMPEG-2のDirectX Video Accelerationのサポート、レンダラとしてEnhanced Video Rendererのサポート、複数のバグが修正されている。2017年の時点で英語、日本語を含む42の言語をサポートしていた。
2017年7月16日にMPC-HC公式サイト上にて「アクティブな開発者が減少し、ほとんどゼロに近いため、プロジェクトは正式に終了した。」とした上で、C / C ++の経験がある新たな開発者を募集し、集まらなければ、バージョン1.7.13を最終リリースとし開発を終えるアナウンスが行われた。以後のリリース・開発は行われておらず、公式サイトについては「サイトの所有者によって2020年5月7日付で読み取り専用になっている」と英語で表示されている。

### clsid2版
Media Player Classic - Home Cinema (clsid2版)（メディアプレーヤークラシック ホームシネマ クルシッドツー版）は、『Media Player Classic』および『Media Player Classic - Home Cinema』派生のメディアプレーヤー。
2018年1月、前述のオリジナル版独自ビルドの開発者の一人であるclsid2によりMPC-HCの独自ビルドが開始された。
このビルドはオリジナルのMPCに対するMPC-HCや後述のMPC-BEとは異なり、あくまでMPC-HCの独自ビルドであり、バグ修正や改善、ライブラリの更新のみを目的としており新機能追加の予定はないと2018年の時点ではされていたが、2023年現在はやや態度が軟化し、clsid2による大きな新機能の追加予定はないとされている（他の開発者によるパッチの提供は歓迎されている）。それにより次のような機能の追加も行われている。
- UHD Blu-ray対応[16]
- AV1形式の再生[17]
- youtube-dlによるオンライン動画の再生[18]
- m3u8形式でサポートされるネットラジオ音源形式へ完全対応[19]
- ダークテーマ[20]
- MPC Video Renderer[21]対応[20]
- A-B区間リピート再生[22]
- キューシート（英語版）対応[23]
- シークバーにおける動画のプレビュー[23]

また、このビルドではWindows XPのサポートが外された。
ソースコードが公開されているGitHubでは既に元のMPC-HCより多くのユーザーからの支持を集めている状態であるが、元のMPC-HCからフォークされたマイナーな派生プロジェクト扱いのため特殊な設定を行わないと検索にはなかなか表示されなかった。現在は、検索に「MPC-HC github」を打ち込むだけで容易に表示されるようである。

## Black Edition
Media Player Classic - Black Edition（メディアプレーヤークラシック ブラックエディション）は、『Media Player Classic』および『Media Player Classic - Home Cinema』派生のメディアプレーヤー。略称はMPC-BE。
MPC-HCには「CUEファイルを読み込めない」・「対応デコーダが少ない」・「動画リサイザーが不十分」などの拡張に関する問題が存在し、また開発も保守的な姿勢で積極的な機能追加が行われず、意見が割れた事からMPC-HCから多くのスタッフが離脱し、Media Player Classic Black Edition(MPC-BE)が登場した。MPC-HCにない多くの機能を備えており、H.266、WASAPIに標準で対応している。2024年現在も更新・機能追加が頻繁に行われている。対応ヴァージョンはWindows 7, 8, 8.1, 10, 11で、ついにWindows Vista以前が外された。
MPC-HCとは音声の出力に若干の食い違いが見られるようである。映像の画質もLAV Filtersではないため色加減は微妙に異なっている。開発掲示板はロシア語限定であるため注意。

## Qute Theater
Windows限定という枠を外れたいという開発者の望みでMedia Player Classic Qute Theater通称Mpc-Qtという派生版が出来上がった。開発は2024年現在も行われ続けている。